# 長野県道・愛知県道・静岡県道1号飯田富山佐久間線
長野県道・愛知県道・静岡県道1号飯田富山佐久間線（ながのけんどう・あいちけんどう・しずおかけんどう1ごう いいだとみやまさくません）は、長野県飯田市から愛知県北設楽郡豊根村を経由して静岡県浜松市天竜区に至る主要地方道（長野県道・愛知県道・静岡県道）である。

## 概要

### 路線データ
- 長野県告示[1]による起終点および経過地は次のとおり
  - 起点：長野県飯田市
  - 終点：静岡県浜松市天竜区佐久間町（認定当初は磐田郡佐久間町[2]）
  - 重要な経過地：長野県下伊那郡天龍村
- 道路の区域
  - 起点：長野県飯田市下久堅知久平919番の1地先[3]（国道256号交点）
  - 終点：静岡県浜松市天竜区佐久間町川上（静岡県道9号天竜東栄線交点）
  - 路線延長：約91.7km（長野県約47.5km、愛知県約28 km、静岡県16.2 km）[要出典]
  - 実延長距離：長野県 49.5613 km[3]、愛知県 -km、静岡県 -km
- 道路法第7条第1項該当号：1号[4]

## 歴史
- 1957年（昭和32年）11月28日
長野県が一般県道1号天竜富山佐久間停車場線を認定[5]。
- 1959年（昭和34年）
  - 8月1日
長野県が一般県道満島飯田線を認定[6]。
  - 12月15日
愛知県が一般県道51号天竜富山佐久間停車場線を認定。
- 1966年（昭和41年）1月13日
長野県が一般県道下和田平岡停車場線、主要地方道402号上矢作平岡停車場線を認定[7]。
- 1971年（昭和46年）6月26日
建設省（現・国土交通省）が一般県道満島飯田線の一部（起点 - 下伊那郡天龍村平岡）、一般県道下和田平岡停車場線の一部（ - JR飯田線平岡駅）、主要地方道上矢作平岡停車場線の一部（ - 天龍村神原）、一般県道天竜富山佐久間停車場線の一部（ - 終点）を主要地方道飯田富山佐久間線へ指定[8]。
- 1972年（昭和47年）
  - 3月28日
静岡県が静岡県道飯田富山佐久間線を認定[9]。
  - 5月4日
愛知県が愛知県道1号飯田富山佐久間線を認定。
  - 9月11日
長野県が長野県道1号飯田富山佐久間線を認定[2]。
- 1993年（平成5年）5月11日
建設省から、主要地方道飯田富山佐久間線を飯田富山佐久間線として主要地方道に再指定される[10]。

## 路線状況

### 重複区間
- 長野県道247号米川駄科停車場線（長野県飯田市上久堅知久平 - 飯田市下久堅南原）
- 長野県道237号米川飯田線（長野県飯田市龍江）
- 長野県道492号天竜峡停車場下平線（長野県飯田市龍江）
- 長野県道83号下条米川飯田線（長野県下伊那郡泰阜村明島 - 泰阜村左京）
- 長野県道244号温田停車場早稲田線（長野県下伊那郡泰阜村温田駅-下伊那郡阿南町北条）
- 長野県道430号為栗和合線（長野県下伊那郡天龍村長島）
- 国道418号（長野県下伊那郡天龍村平岡 - 天龍村神原）
- 愛知県道426号津具大嵐停車場線（愛知県北設楽郡豊根村富山大沢 - 豊根村富山久原）
- 国道473号（静岡県浜松市天竜区佐久間町中部 - 浜松市天竜区佐久間町浦川・錦橋交差点）
- 静岡県道294号御園浦川停車場線（浜松市天竜区佐久間町浦川・錦橋交差点 - JR浦川駅入口）

## 地理
全線が天竜川水系（天竜峡、平岡ダム、佐久間湖、大千瀬川）の峡谷沿いを走る道路であり、トンネルが多い。旧富山村から佐久間ダムの間は狭隘な悪路が続く。トンネルは一車両がようやく通行できるだけの幅であるのだが、ダンプカー等の大型車の通行が多いため、多くのトンネル内に離合のための待避所が設けられている。
ほぼ全区間に亘ってJR飯田線が併走、または天竜川を挟んだ対岸を走っている。

### 通過する自治体
- 長野県
  - 飯田市
  - 下伊那郡泰阜村
  - 下伊那郡阿南町
  - 下伊那郡天龍村
- 愛知県
  - 北設楽郡豊根村
- 静岡県
  - 浜松市（天竜区）

### 交差する道路
- 国道256号（飯田市下久堅知久平：起点）
- 長野県道247号米川駄科停車場線（飯田市上久堅知久平）
- 長野県道247号米川駄科停車場線（飯田市下久堅南原）
- 長野県道237号米川飯田線（飯田市龍江）
- 長野県道237号米川飯田線（飯田市龍江）
- 長野県道492号天竜峡停車場下平線（飯田市龍江）
- 長野県道492号天竜峡停車場下平線（飯田市龍江）
- E69 三遠南信自動車道（飯田市千代：千代IC飯田方面）
- 長野県道64号天竜公園阿智線（下伊那郡泰阜村高町）
- 長野県道83号下条米川飯田線（下伊那郡泰阜村明島）
- 長野県道83号下条米川飯田線（下伊那郡泰阜村左京）
- 長野県道113号粟野御供線（下伊那郡阿南町北條）
- 長野県道244号温田停車場早稲田線（阿南町北條）
- 長野県道430号為栗和合線（下伊那郡天龍村長島）
- 国道418号（下伊那郡天龍村平岡）
- 国道418号（下伊那郡天龍村神原）
- 愛知県道426号津具大嵐停車場線（北設楽郡豊根村富山大沢 - 北設楽郡豊根村富山久原）
- 愛知県道428号古真立津具線（未開通道路：北設楽郡豊根村古真立）
- 静岡県道288号大嵐佐久間線（浜松市天竜区佐久間町中部）
- 国道473号（浜松市天竜区佐久間町中部）
- 静岡県道291号中部天竜停車場線（浜松市天竜区佐久間町中部）
- 静岡県道292号下川合停車場線（浜松市天竜区佐久間町川合）
- 国道473号（浜松市天竜区佐久間町浦川）
- 静岡県道294号御園浦川停車場線（浜松市天竜区佐久間町浦川）
- 静岡県道9号天竜東栄線（浜松市天竜区佐久間町川上：終点）

## ギャラリー

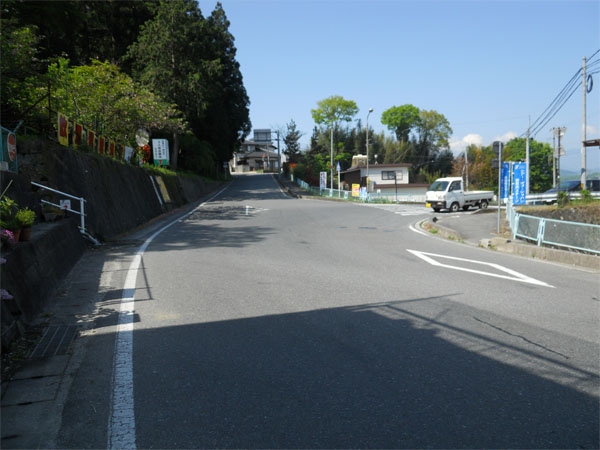
国道256号からの起点
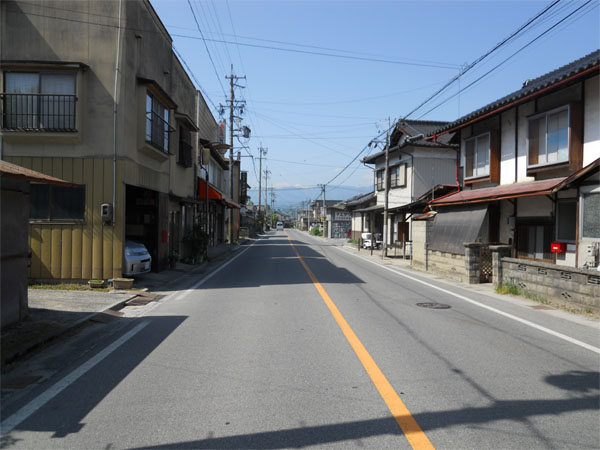
飯田市龍江
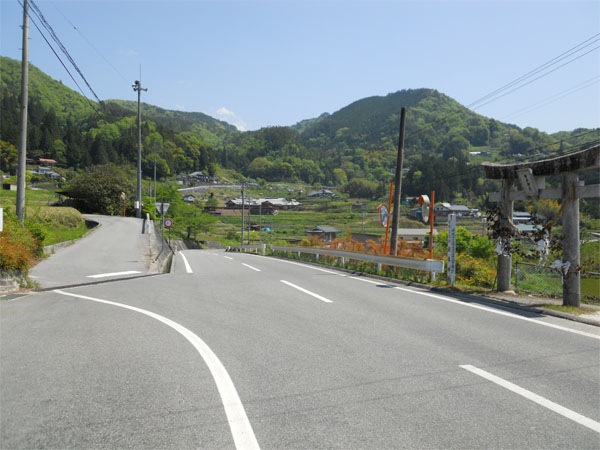
下伊那郡泰阜村田本
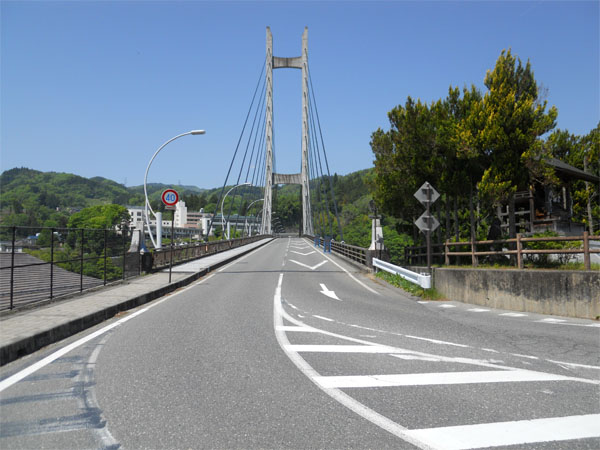
阿南町と泰阜村境界の南宮大橋
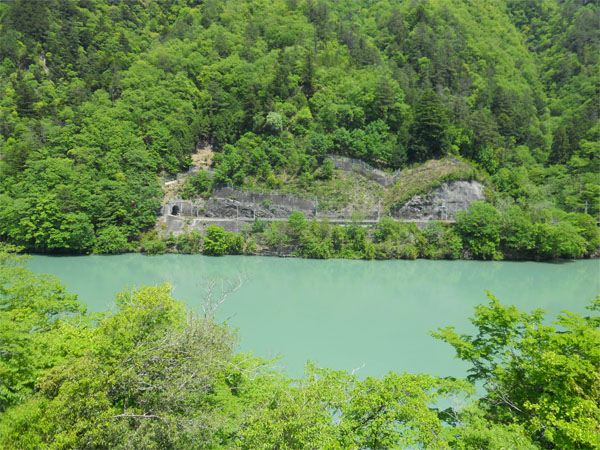
天竜川対岸に見える飯田線（天龍村）
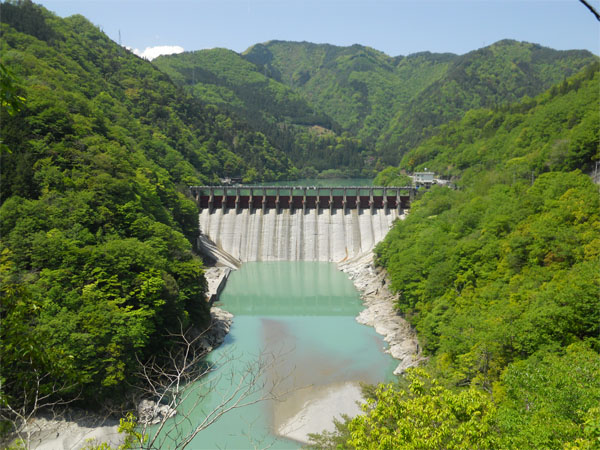
平岡ダム（天龍村）
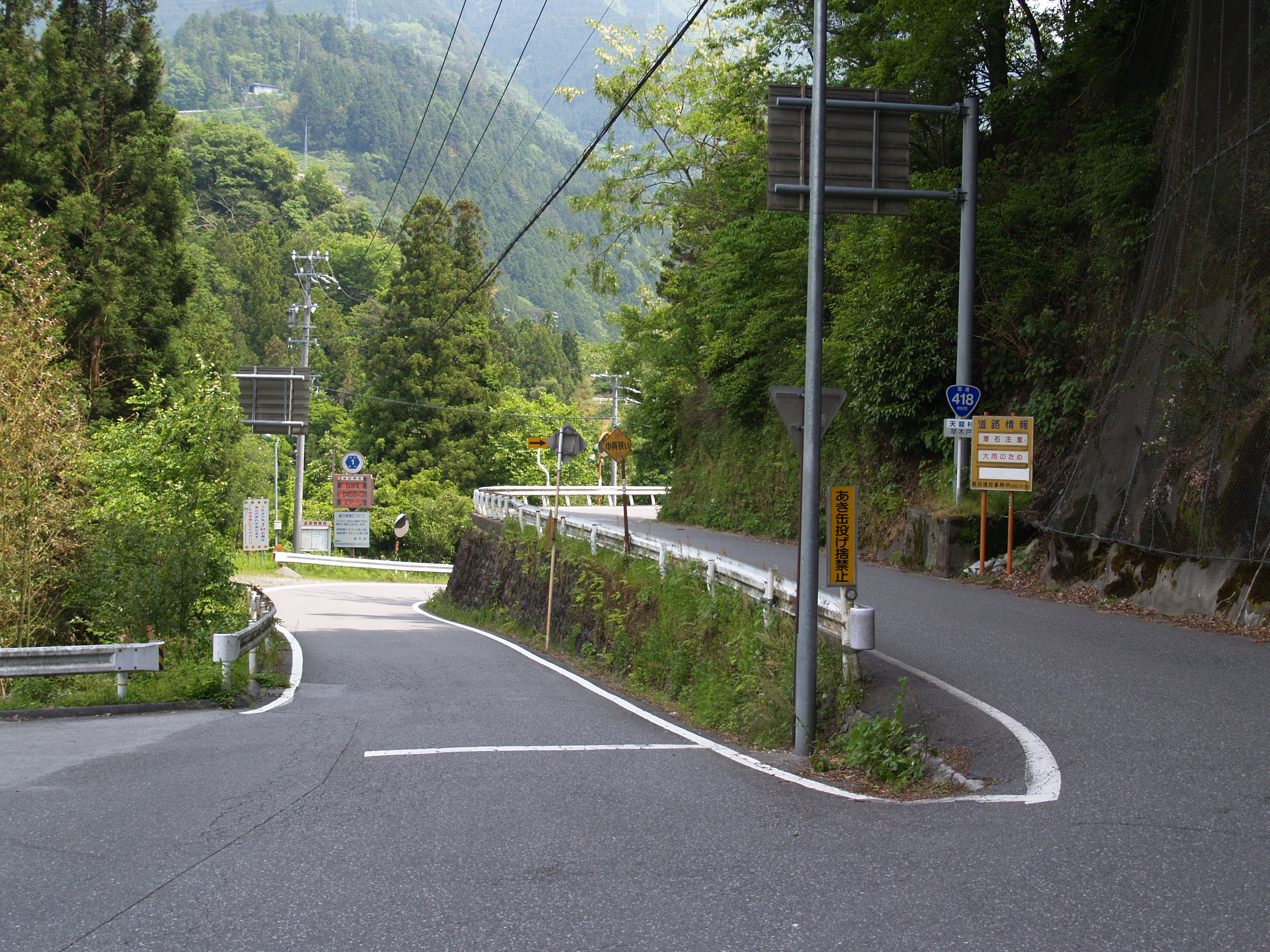
国道418号との交点（左側が県道、2010年5月）
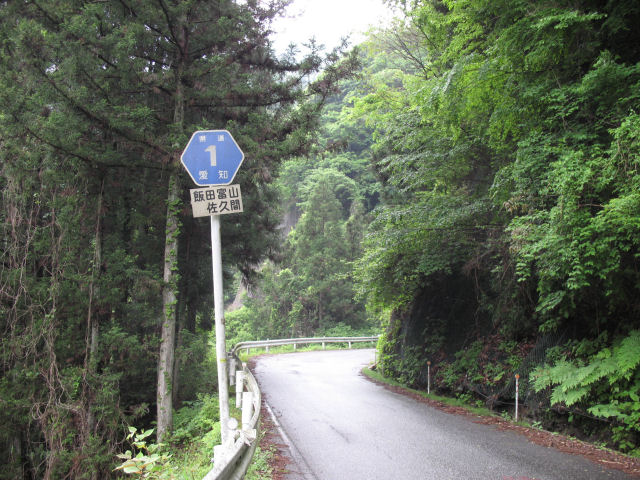
愛知県豊根村内（2007年5月）
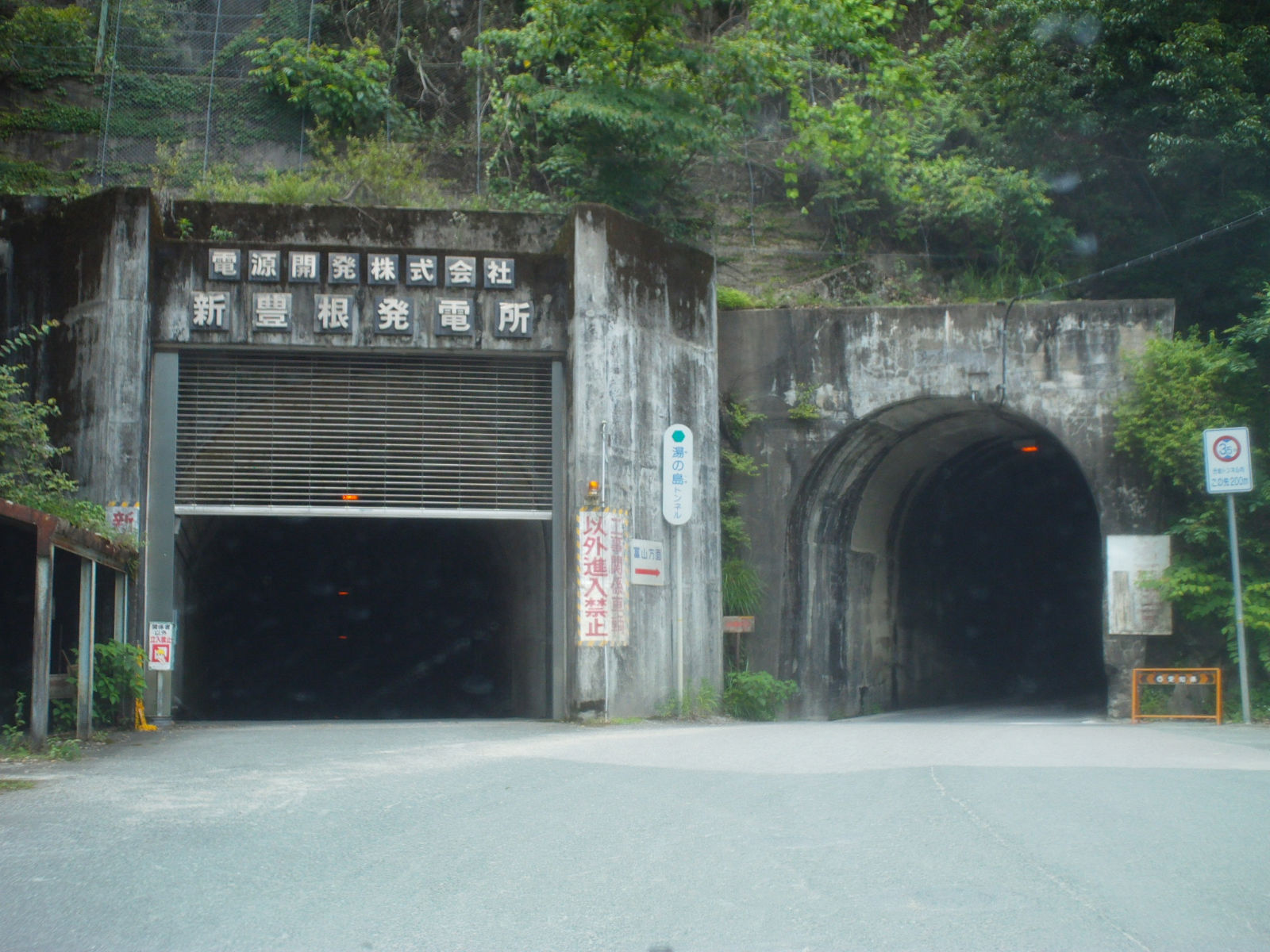
新豊根発電所入口との分岐（右側が県道、2011年7月）
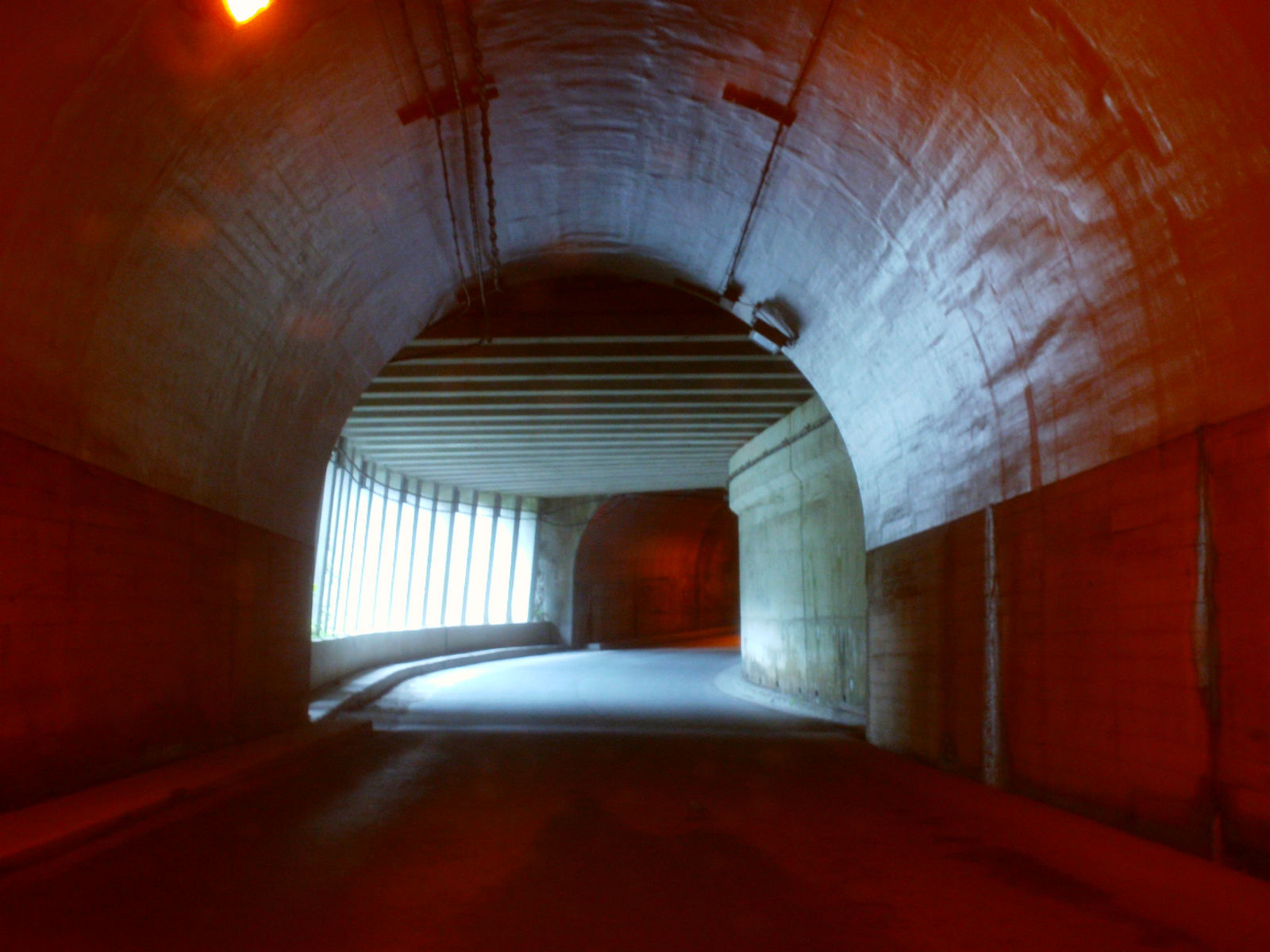
佐久間ダム ： 佐久間市街のトンネル群（2011年7月）
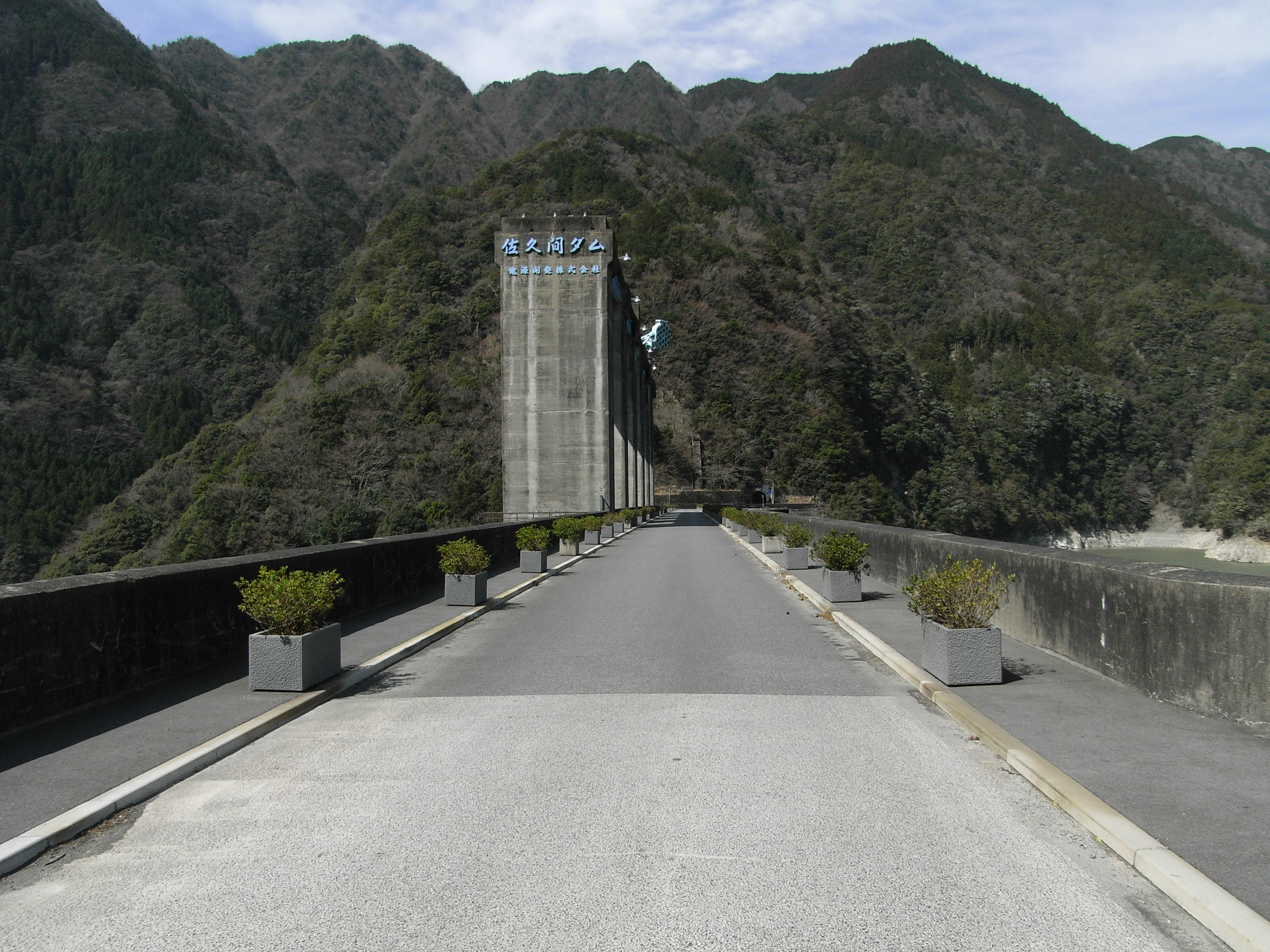
佐久間ダムの天端（2008年3月）
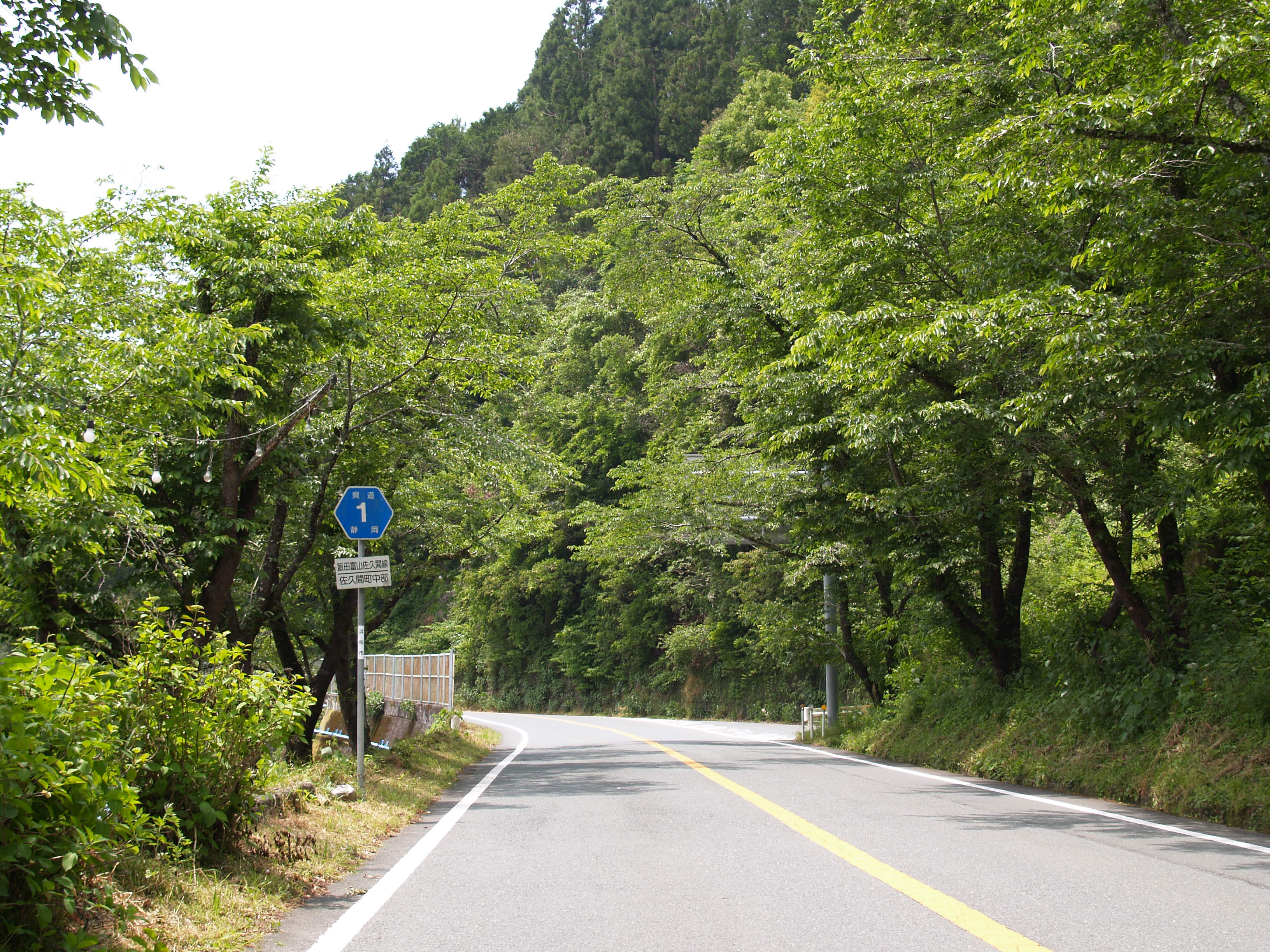
中部天竜駅西側にて（2010年5月）